# Boule oudonnaise
La boule oudonnaise est un jeu de boule de sable pratiqué dans la commune d’Oudon en Loire-Atlantique, région Pays de la Loire.
La boule oudonnaise est inscrite à l'Inventaire du patrimoine culturel immatériel en France.

## Historique
Ce jeu est une variante de la boule de sable, elle-même créée et jouée à l’origine par les transporteurs fluviaux de tuffeau sur la Loire. Lors des pauses et quand le météo le permettait, ils jouaient sur le sable des berges du fleuve avec des cubes de bois et un piquet. Les matériaux évoluèrent pour aujourd’hui se composer de boules et du « petit ».

## Règles du jeu
Le but du jeu est de placer ses boules au plus près possible du maître, lancé au préalable dans une zone précise définie par le règlement du jeu. Les boules peuvent être lancées de toutes les manières possibles (lancées, roulées, piquées…), même les bords du terrain peuvent être utilisés. Une partie se joue en 13 points gagnants.
Les boules sont en bois exotique, elles pèsent environ 1 kilogramme et ont la particularité de posséder un côté plat.
Le terrain est un peu particulier dans le cas du jeu de boule oudonnaise. En effet, il s’agit en fait de deux terrains qui se font face, séparés de 2 mètres. Chaque bac mesure 3 mètres par 5 mètres. Ils sont recouverts d’une couche de 30 centimètres de sable de Loire.